# Афферден (Гелдерланд)
Афферден (нід. Afferden) — село в нідерландській провінції Гелдерланд. Входить до муніципалітету Дрютен. Перша згадка про населений пункт датується 11-12 сторіччями.
До 1818 року мало статус окремого муніципалітету.

## Галерея

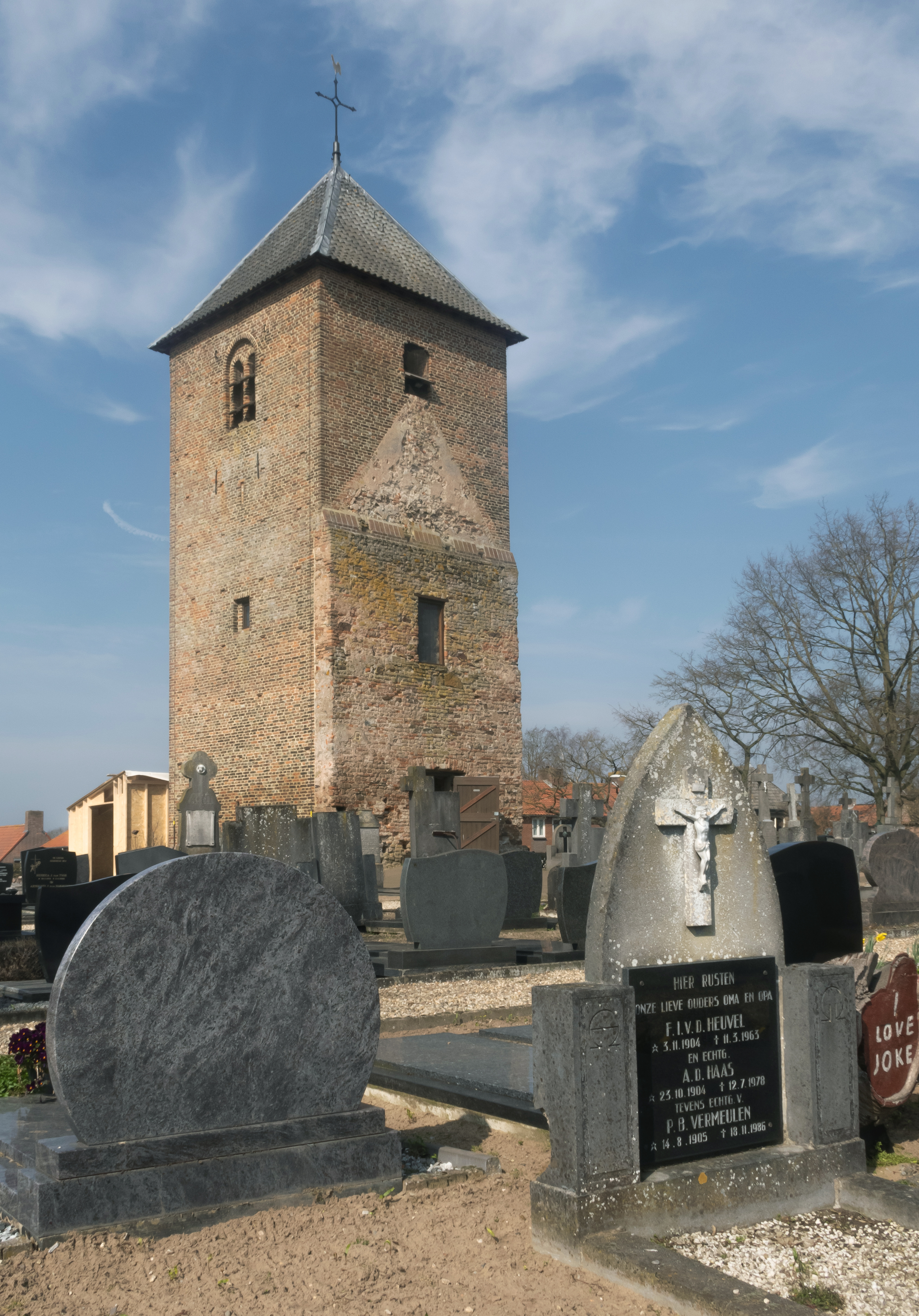
Церковна башта
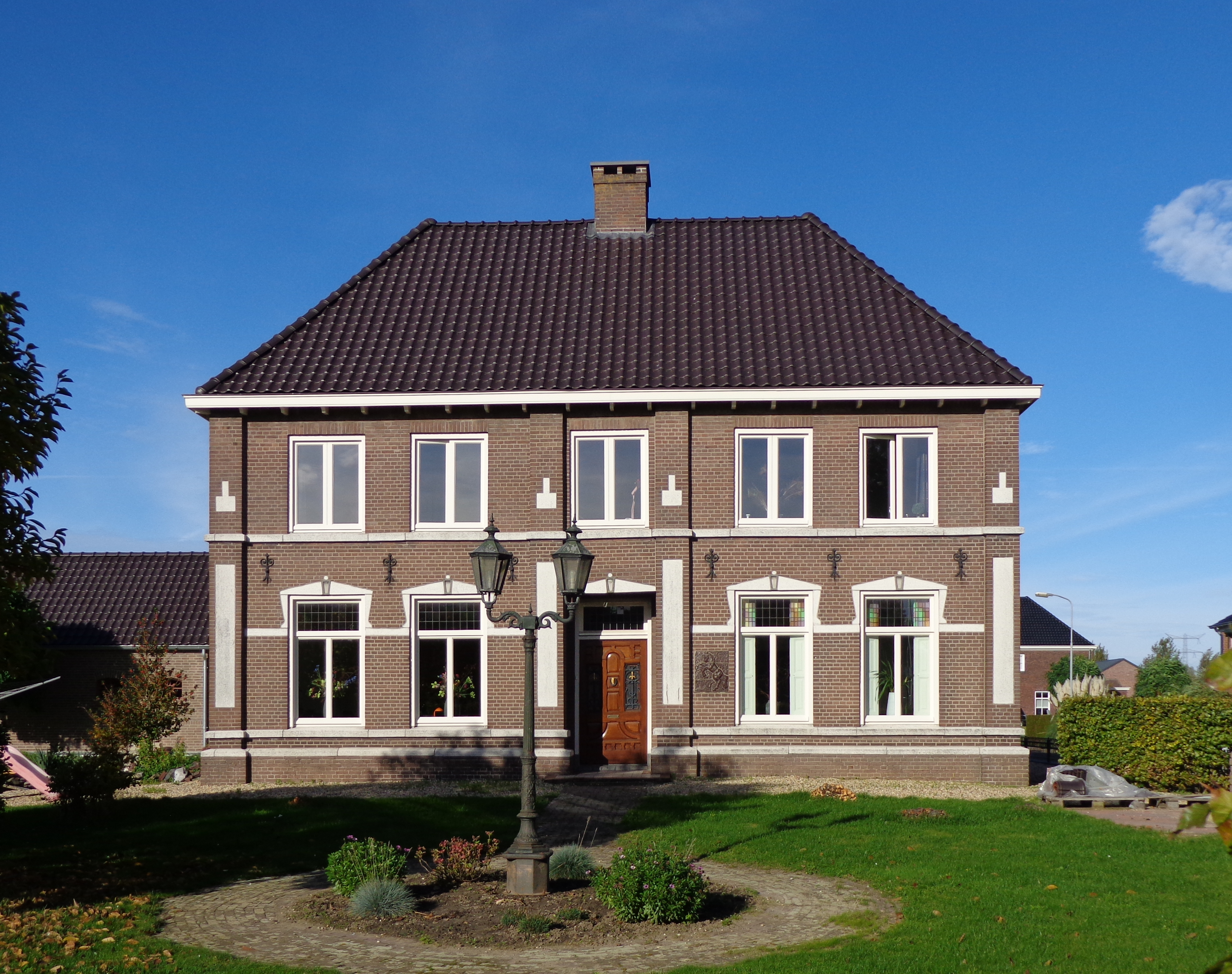
Будинок в Аффердені
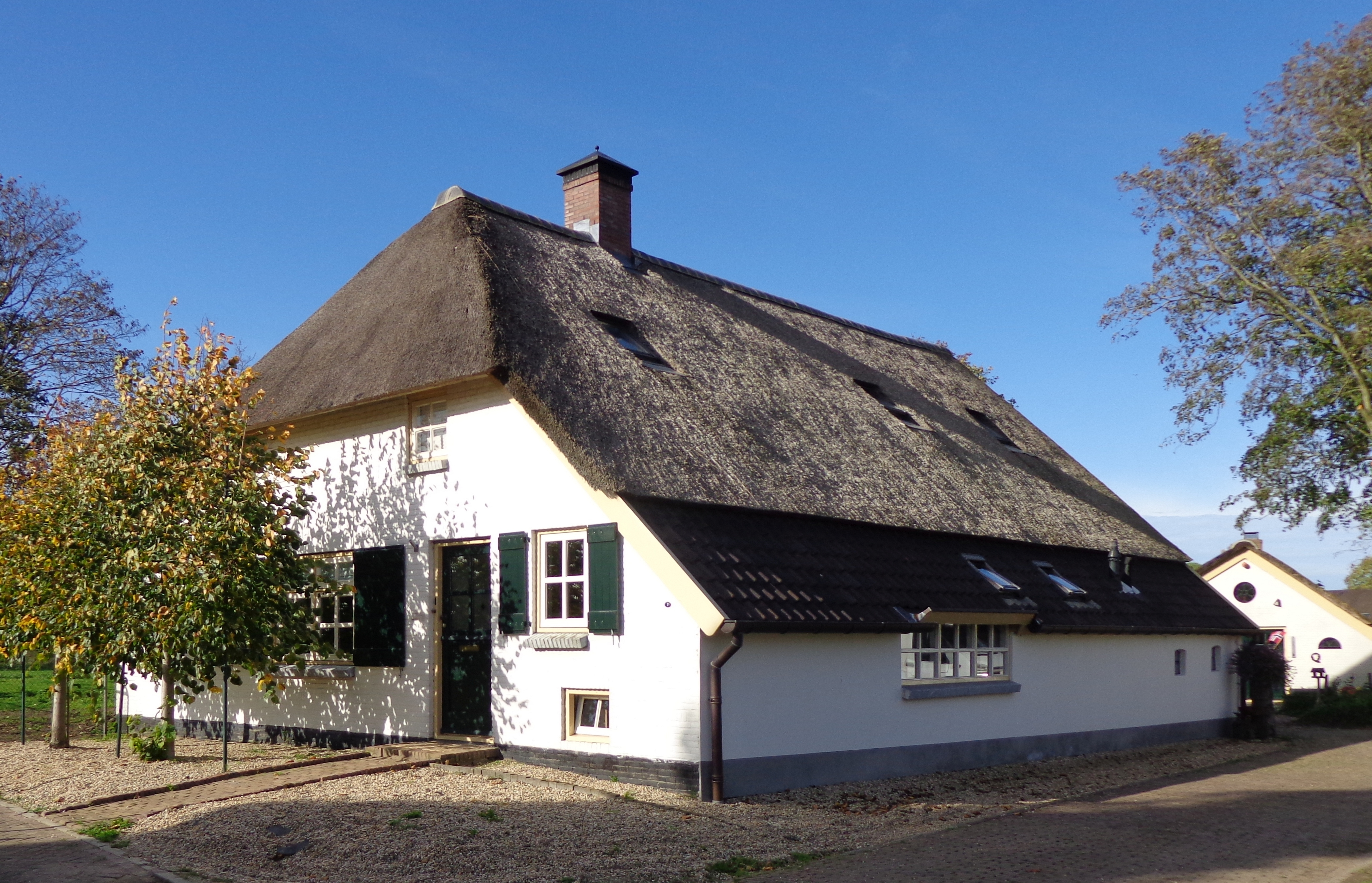
Ферма